# Ville en Mésopotamie
 (août 2023).

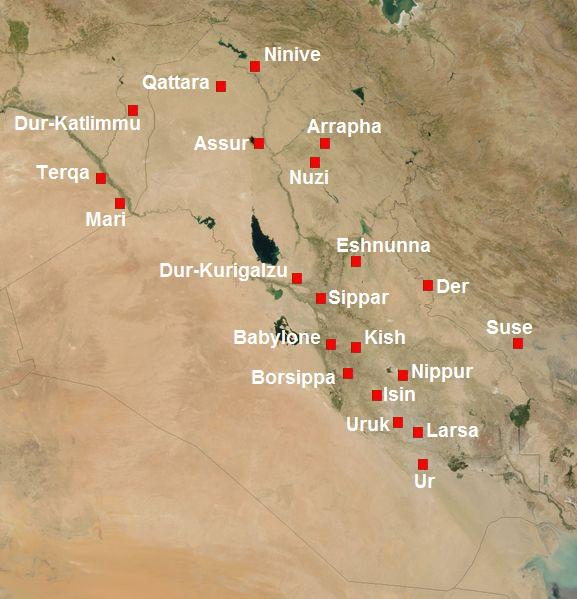
Les principales villes de Mésopotamie au IIe millénaire av. J.-C.

La ville est apparue en Mésopotamie au cours de la seconde moitié du IVe millénaire avant notre ère, à la période d'Uruk, comme l'aboutissement des premières sédentarisations effectuées au cours du Néolithique dans les régions alentour (Syrie, Anatolie, Levant, Zagros), suivies de divers stades locaux de type proto-urbain (notamment la période d'Obeïd).
La ville a dès lors occupé une place privilégiée dans l'esprit des anciens Mésopotamiens. Elle a été au centre de leur civilisation, qui s'est toujours polarisée autour de cités de très grande taille pour leur époque (Uruk, Ur, Babylone, Ninive), qui ont été à la fois des centres politiques, religieux et économiques.

## Aux origines des villes mésopotamiennes
L'étude de l'apparition de la ville se heurte à la nécessité de définir celle-ci. Il ne suffit pas d'une agglomération de maisons, même encadrée par une muraille, même organisée selon un plan défini avec ses lieux de sociabilité et de pouvoir, pour pouvoir dire qu'on est en présence d'un espace urbain. Une ville est à la fois : un espace géographique, qui peut se définir par sa taille ; un environnement démographique spécifique, avec une population suffisamment nombreuse pour qu'on ne soit plus en présence d'un village ; et un lieu symbolique, parce qu'il faut que ses habitants aient la perception d'habiter un milieu à part (le milieu urbain), détaché du monde rural auquel appartiennent encore les établissements « proto-urbains ». Concrètement, les citadins n'apparaissent que quand l'agriculture est suffisamment performante pour permettre à une partie notable de la population d'exercer des activités non agricoles, artisanat et commerce, et également administrative, car la ville est avant tout liée à un pouvoir étatique, qu'elle soit le lieu depuis lequel il s'exerce, ou bien un de ses relais.
Les causes de l'apparition des villes, comme de la « civilisation » en général, sont débattues. On postule souvent des causes commerciales ou militaires (désir de se protéger). On se trouve dans un long processus entamé depuis le Néolithique, qui a vu la sédentarisation des hommes, et l'élaboration d'agglomérations qui constituent de plus en plus un milieu propre, bien qu'elles ne se détachent jamais des campagnes, même quand elles deviennent de véritables villes. Ce processus s'accompagne de la création de sociétés de plus en plus complexes et hiérarchisées, avec la mise en place progressive du cadre étatique, au sein d'agglomérations où son pouvoir se matérialise le mieux.
La Mésopotamie de la seconde moitié du IVe millénaire, durant la période d'Uruk récent, réunit les conditions d'apparition de la ville : d'importants centres urbains y apparaissent, en premier lieu Uruk, qui dépasse de loin tous les autres par sa taille, et dispose en son cœur d'un véritable centre politique et religieux, qui nécessite une administration importante en raison de sa taille et de ses activités économiques, contexte dans lequel apparaît l'écriture. Cette dernière nous montre les premiers signes idéographiques représentant les centres urbains, qui occupent dès lors une place prépondérante dans les mentalités. Les habitants de basse Mésopotamie exportent déjà leur « modèle urbain », comme l'attestent les sortes de colonies qu'ils fondent sur le Moyen Euphrate, comme Habuba Kabira et Djebel Aruda. Le sud mésopotamien est le premier à atteindre le stade urbain. Cela ne vient que plus tard dans la vallée de la Diyala (Tell Asmar/Eshnunna, Khafadje). En Haute Mésopotamie, la chronologie est particulière. Il y a déjà des établissements de taille comparable à ceux de basse Mésopotamie durant la période d'Uruk, comme Tell Brak, qui se développe de façon endogène (et non exogène comme pour Habuba Kabira). Le mouvement d'urbanisation est fort au début du IIIe millénaire (Mari, Tell Leilan, période de Ninive V), période pour laquelle on parle de « seconde urbanisation » de la région, partagée avec la Syrie du nord (fondations d'Ebla, de Tell Mozan, etc.).
La plupart des villes qui ont marqué l'histoire de la Mésopotamie sont déjà peuplées au IVe millénaire, certaines depuis longtemps. Il y a donc une certaine permanence dans le maillage urbain de la région, même si la taille et l'importance de ces villes peut varier. Certaines, comme Mari ou Eshnunna, disparaissent sans faire place à une autre ville importante ; d'autres, à l'opposé, sont présentes pendant de plusieurs millénaires : Uruk, Ninive et Suse à la périphérie. Peu de villes sont créées ex nihilo. Des exceptions sont Dûr-Kurigalzu, Kar-Tukulti-Ninurta ou Dur-Sharrukin, toutes édifiées par un roi, pour sa prospérité. Mais on ne met que rarement en avant le fait qu'il s'agit d'une ville nouvelle : M. Van de Mieroop y voit là une défiance envers la nouveauté, car il était jugé meilleur de se placer dans la continuité de la tradition, et plutôt que d'innover. Des villes de taille réduite ont également été construites ou reconstruites de façon planifiée (Harradum à la période paléo-babylonienne par exemple).
La quasi-totalité des villes est bâtie près de cours d'eau, d'autant plus nécessaires que la ressource hydrique est peu abondante dans le sud mésopotamien. Les cités du nord sont souvent construites d'abord sur des hauteurs, pour des besoins défensifs selon toute vraisemblance, ce qui n'est que rarement possible au sud où le relief est plus plat.

## La ville, au cœur de la civilisation mésopotamienne
Dès la fin du IIIe millénaire, les textes littéraires sumériens nous permettent de voir combien le milieu urbain était porté en haute estime, car on estimait que les villes avaient été créées par les dieux avant toute autre chose, et qu'elle est donc nécessaire à l'apparition d'une société, dont elle assure la stabilité par rapport au monde au-delà des murailles, la steppe, symbolisant le chaos. Il y a clairement une opposition entre ce qui est à l'intérieur et ce qui se trouve au-delà des murailles.
Première civilisation urbaine avec l'Égypte antique, la Mésopotamie a  donc donné à la ville une place prééminente. De fait, les centres urbains étaient des centres polarisant sur eux l'activité des campagnes environnantes, les principaux étant eux-mêmes à la tête de réseaux englobant d'autres villes. On peut distinguer trois principales fonctions de la cité : politique, religieuse et économique.

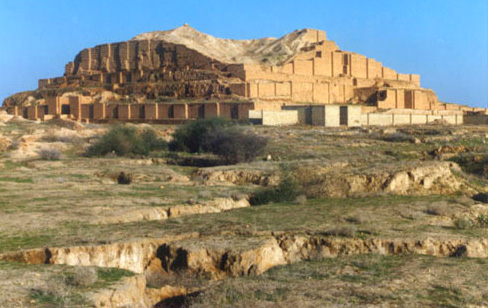
La ziggurat de Chogha Zanbil, Iran, seconde moitié du IIe millénaire

Les plus anciens centres urbains présentent des lieux plus importants aisément identifiables par la taille monumentale de leurs bâtiments. Le plus représentatif est sûrement le niveau IV du palais de l'Eanna à Uruk, datant de la seconde moitié du IVe millénaire, constitué par un ensemble de bâtisses identifiées comme des "temples" (même si rien ne le prouve, il peut aussi bien s'agir de palais), voisinant les lieux où furent retrouvées de nombreuses tablettes administratives, témoignant de l'importance de ce quartier dans la vie de la cité. Cet ensemble est aux époques historiques le cœur d'Uruk, son quartier sacré, avec l'autre ensemble cultuel, Kullab. Ils restent les deux poumons de la cité jusqu'à son déclin au Ier millénaire avant notre ère. Comme la plupart des grands quartiers religieux des principales villes mésopotamiennes, ils sont dotés d'un temple principal, et d'une ziggurat. Dans certaines cités, comme Nippur ou Babylone, le quartier sacré peut être protégé par une muraille. Les cités mésopotamiennes sont pour la plupart de grands lieux de culte, et parfois on peut même parler de véritables "villes saintes", comme pour Nippur ou Babylone. Elles abritent les principaux centres cultuels, considérés comme les résidences terrestres des dieux (matérialisés par leurs statues placées dans les cellae des temples), à côté d'une multitude de lieux de cultes de plus petite taille, et on y effectue les grandes cérémonies religieuses qui jalonnent l'année des anciens Mésopotamiens.

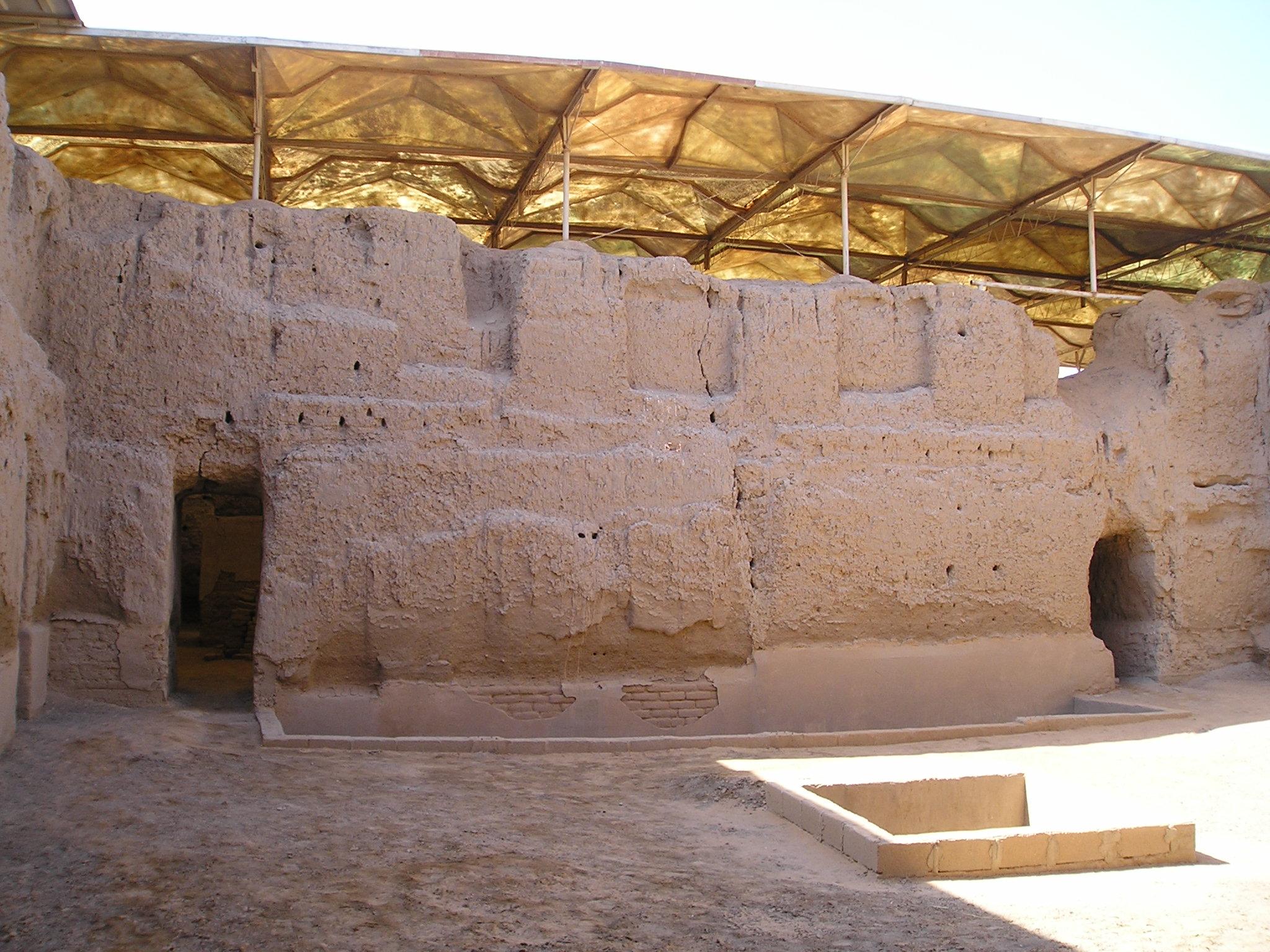
Cour intérieure du palais de Mari

Les palais royaux connaissent un grand développement durant l'âge du bronze, où leur plan, au départ calqué sur celui des résidences normales, se complexifie considérablement, jusqu'à constituer des bâtiments très élaborés dont le plus fameux exemple est le palais des rois de Mari. On trouve aussi des complexes palatiaux notables à Kish, Eshnunna, Ur, Larsa, Tell Leilan, et également à Ebla et Ugarit en Syrie. À partir de la fin du IIe millénaire, les rois assyriens développent de grands palais royaux dans leurs capitales, Assur, Kalkhu, et enfin Dur-Sharrukin et Ninive, aux VIIIe et VIIe siècles. Le dernier grand palais royal bâti en Mésopotamie est celui des rois néo-babyloniens à Babylone (VIIe – VIe siècles). À une dimension plus réduite, on trouve des palais de roitelets ou de gouverneurs provinciaux dans des villes secondaires comme Nuzi, Dur-Katlimmu ou Til Barsip. Ce sont les rois qui entreprennent les aménagements urbains principaux, la construction ou réfection des grands palais, temples, canaux, murailles, faisant partie de leurs devoirs régaliens.
Ces deux catégories d'édifices, ou plutôt d'ensembles d'édifices, palais et temples, sont les principaux centres de l'économie mésopotamienne, puisqu'ils sont les plus grands propriétaires de terres agricoles, les principaux commanditaires de travaux artisanaux et d'expéditions commerciales. Leur seule présence suffit donc à faire de la ville un centre économique. Il faut y ajouter le fait que les principaux notables impliqués dans l'artisanat ou le commerce (et accessoirement grands propriétaires terriens) ont aussi leurs résidences dans les cités. Ainsi Ur-Meme à Nippur sous la Troisième dynastie d'Ur, Tehip-Tilla à Nuzi et Urad-Sherua à Assur durant la seconde moitié du IIe millénaire, ou encore les membres des "firmes" familiales de basse Mésopotamie à l'époque néo-babylonienne, comme les Egibi à Babylone et les Murashu à Nippur. On est souvent en présence de personnes travaillant dans l'administration du palais ou du temple, ou amenées à travailler avec eux à l'occasion, et œuvrant pour leur propre compte à côté de cela, et pouvant également prendre part aux affaires politiques de la cité. Ils étendent leur influence sur la campagne environnante, où ils ont généralement des propriétés.
L'activité économique des villes mésopotamiennes se déroule généralement dans les rues, sur lesquelles ouvrent les boutiques des artisans, en plus des temples, palais, et résidences de marchands qui sont aussi des lieux de transactions commerciales et des ateliers. Il existe des lieux dédiés spécialement aux échanges, comme les marchés (mahīru(m)), dont on a du mal à saisir l'aspect réel, et les "quais" (kāru(m)), situés au bord de l'eau, véritables quartiers marchands où on trouve des entrepôts, où on effectue diverses transactions et où les taxes commerciales sont prélevées, et qui sont de ce fait contrôlés étroitement par le pouvoir.

## Les pouvoirs dans la ville mésopotamienne
L'organisation politique et sociale des cités mésopotamiennes est difficile à saisir en l'absence de sources explicites. On voit cependant le pouvoir s'exercer dans l'espace urbain à plusieurs niveaux.
À la base de la société urbaine se trouve la famille, qui est sans doute généralement nucléaire, avec un ou plusieurs esclaves voire d'autres membres de la famille. Chaque cellule familiale est dominée par un chef (un homme), qui exerce l'autorité patriarcale. La coutume mésopotamienne lui donne une grande autorité sur les membres de sa famille, et c'est lui qui dirige les affaires de sa maisonnée, qui peut fonctionner comme une unité économique.
Au niveau de la cité, le pouvoir est détenu par plusieurs personnages ou groupes. Quand des magistrats urbains apparaissent dans les textes, il est souvent difficile de déterminer leur fonction. Le plus couramment mentionné est celui que l'on appelle le "maire", rabiānu(m) ou hazannu(m), ce dernier terme s'imposant à partir de la seconde moitié du IIe millénaire. Ils peuvent être plus d'un par ville, et parfois les deux fonctions cohabitent. Il s'agit d'une fonction très contrôlée par le pouvoir royal, qui doit entériner sa nomination ou bien le nomme directement. Elle est limitée dans le temps, mais on ne connaît jamais la durée prévue. Le "maire" joue le rôle d'intermédiaire entre le pouvoir central et les citadins ; il semble que sa fonction dépasse souvent les seules limites géographiques de la ville. On en voit chargés de lever les taxes (à Harradum), de contrôler les gens de passage sur son territoire, de restaurer des fortins (Nuzi), et il semble qu'ils soient responsables des crimes et vols commis sur leur territoire. Ils occupent une place éminente dans la société urbaine, et sont de toute manière issus du groupe des élites, et à ce titre apparaissent souvent comme témoins dans des actes juridiques.
Le gouvernement urbain est également assuré par des assemblées (sumérien UKKIN, akkadien puhru(m)), qui ont une fonction juridique, et jouent aussi un rôle de représentation de la communauté devant le pouvoir royal. Elles semblent constituées d'"Anciens" (AB.BA, šibūtu(m)), sans doute les chefs des familles les plus renommées de la ville. Certaines villes ont été gouvernées par des assemblées disposant d'un pouvoir particulièrement important : les cités marchandes d'Assur à l'époque paléo-assyrienne, et Emar (en Syrie) à la même période.
Au niveau inférieur existent des autorités ayant des prérogatives plus limitées. Des communautés de métier sont attestées, notamment pour les marchands d'Assur vus plus haut, et Sippar, Larsa et Ur à l'époque paléo-babylonienne. Ils sont organisés autour de leur quartier d'affaires, le kārum, et chapeautés par le "chef des marchands" (wakil tamkarim), agent du pouvoir royal servant d'intermédiaire avec les marchands. Les métiers artisanaux sont vraisemblablement organisés d'une manière similaire, quand ils sont groupés dans un même quartier (ce qui est attesté par l'archéologie). À l'époque néo-babylonienne, les temples sont dirigés par une assemblée (kiništu). Ces assemblées ont des compétences d'ordre judiciaire et administratif, limitées aux affaires internes de la communauté.
Il faut également signaler le cas des "quartiers" (babtu(m)), qui apparaissent dans des textes, notamment le Code de Hammurabi, où il est dit qu'ils doivent servir dans les témoignages sur des affaires de divorce pour adultère, ou pour prévenir des personnes ayant des animaux potentiellement dangereux. Il s'agit donc d'une instance de contrôle social au niveau de la communauté de voisinage. Il existait probablement des assemblées à ce niveau-là.
Au niveau supérieur du pouvoir se trouve le roi. Celui-ci siège dans des palais urbains, et est donc directement présent dans les villes capitales. Il délègue également son pouvoir à des gouverneurs provinciaux, qui ont eux aussi leurs palais dans des villes (fouillés à Lagash, Nuzi, Til Barsip). M. van de Mieroop a émis l'hypothèse selon laquelle le pouvoir de plus en plus grand pris par le roi au cours de l'histoire mésopotamienne aurait abouti à son éloignement du niveau urbain, et aurait donc laissé plus d'autonomies aux pouvoirs urbains. Il ne faut cependant pas occulter le fait que les gouverneurs provinciaux agissent en tant que représentants du roi, et sont très présents aux périodes tardives.
Enfin, la ville est un lieu de contre-pouvoir. Les textes mésopotamiens nous rapportent de nombreuses révoltes menées par des cités contre le pouvoir central, depuis celle qui voit de nombreuses villes du sud mésopotamien se révolter contre Naram-Sin d'Akkad. Ces révoltes peuvent être motivées par un désir d'indépendance, et elles viennent généralement après une conquête. C'est le cas des nombreux soulèvements de villes de Babylonie aux VIIIe – VIIe siècles contre le pouvoir assyrien, qui tente de les amadouer par des octrois de franchises (exemptions de taxes, corvées). Les luttes peuvent venir également de rivalités de pouvoir, et dans le cadre urbain on agit par des révolutions de palais, comme celle qui aboutit au meurtre de Sennacherib dans le temple de Nabû à Ninive. Les villes sont propices aux coups d'État, et le Code de Hammurabi prend des mesures pour assurer la surveillance des cabarets, qui semblent être des lieux d'intrigues. Très peu de cas d'émeutes populaires sont attestés. On en trouve sous un jour très négatif dans le récit mythologique de l'Épopée d'Erra. Les ressorts exacts des révoltes (qui choisit quel camp rallier, quel rôle jouent les basses couches de la population urbaine) apparaissent souvent difficilement, parce qu'ils sont rarement explicités dans les textes, ou alors sous un jour biaisé. Ainsi Nabonide rapporte que des villes l'ont pris en aversion après une campagne de propagande menée contre lui par des prêtres, qu'il avait lésés.
En cas de conflits, les villes peuvent subir des sièges. La famine frappe souvent la ville assiégée, ou celle qui est coupée de ses voies d'approvisionnement par l'insécurité ambiante. Les réactions à des famines difficiles peuvent aller jusqu'à la vente de personnes libres comme esclaves pour se faire entretenir par des notables, voire jusqu'au cannibalisme attesté lors d'un siège de Nippur à l'époque néo-assyrienne. Quand elles sont prises, les villes subissent une répression très dure, allant jusqu'à la destruction quasi totale (souvent exagérée par les inscriptions royales pour des besoins de glorification), et la déportation d'une partie de la population survivante.

## L'espace urbain

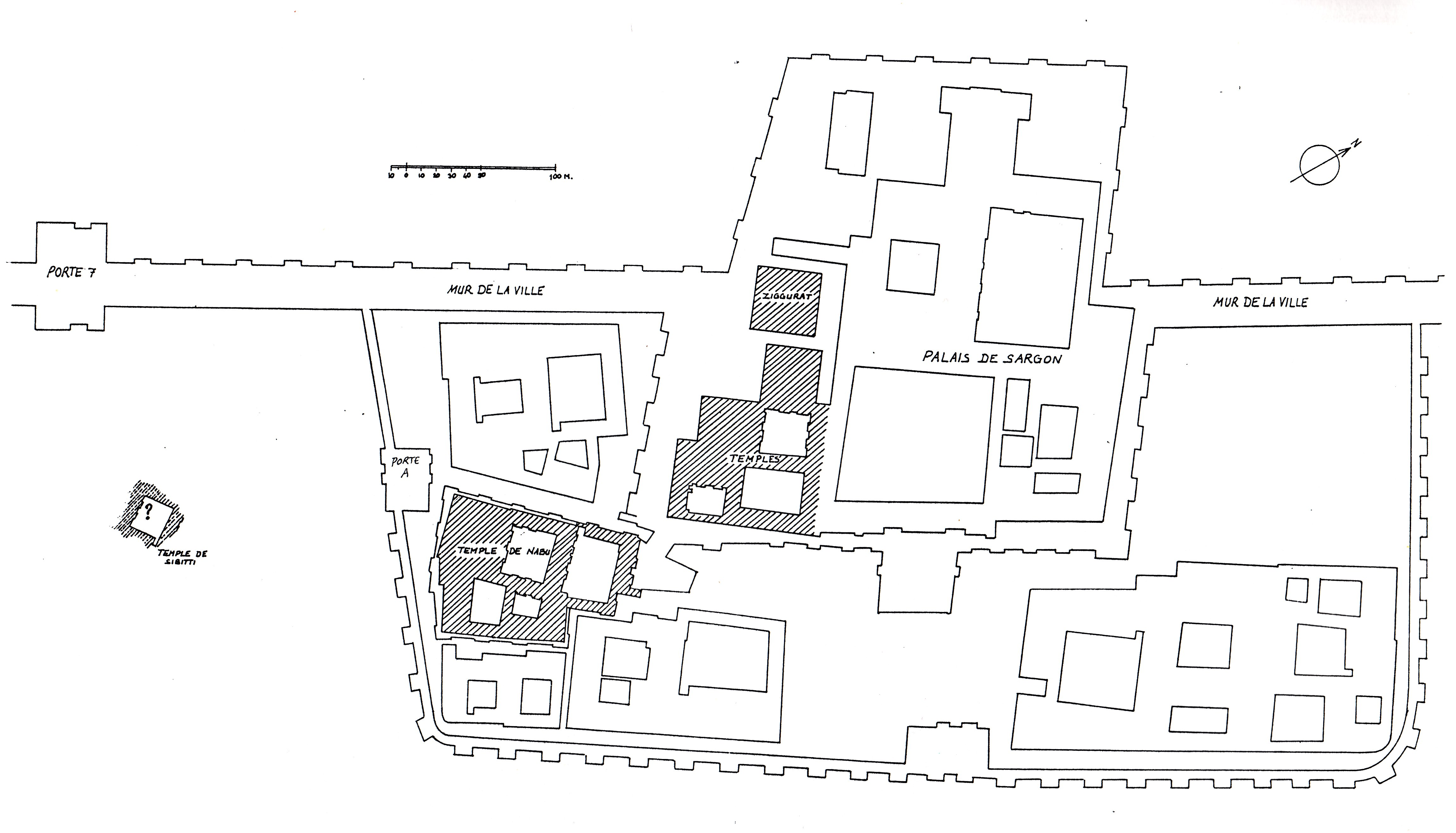
Plan de la citadelle de Dur-Sharrukin, Assyrie, VIIIe siècle

Il n'y a pas de modèle-type de ville mésopotamienne, même si on peut distinguer des constantes sur la longue durée. On remarque une opposition nord-sud déjà mentionnée : les villes de haute Mésopotamie sont généralement bâties d'abord sur des hauteurs, sorte d'acropoles, comme Assur dont le centre est un éperon barré, et ne conquièrent la terre qu'avec l'extension de l'espace bâti ou pour aménager un espace destiné au commerce fluvial, en contrebas, arrivant ainsi à une organisation opposant la Ville haute, centre administratif et religieux (et militaire avec les arsenaux néo-assyriens), souvent protégé par une enceinte interne, à la Ville basse résidentielle et artisanale. Dans les archives de Mari, la ville haute porte le nom de kirhum, et la ville basse adaššum. Dans le sud, rien de tel, même si le centre religieux ou politique peut être séparé du reste de la cité par une enceinte.

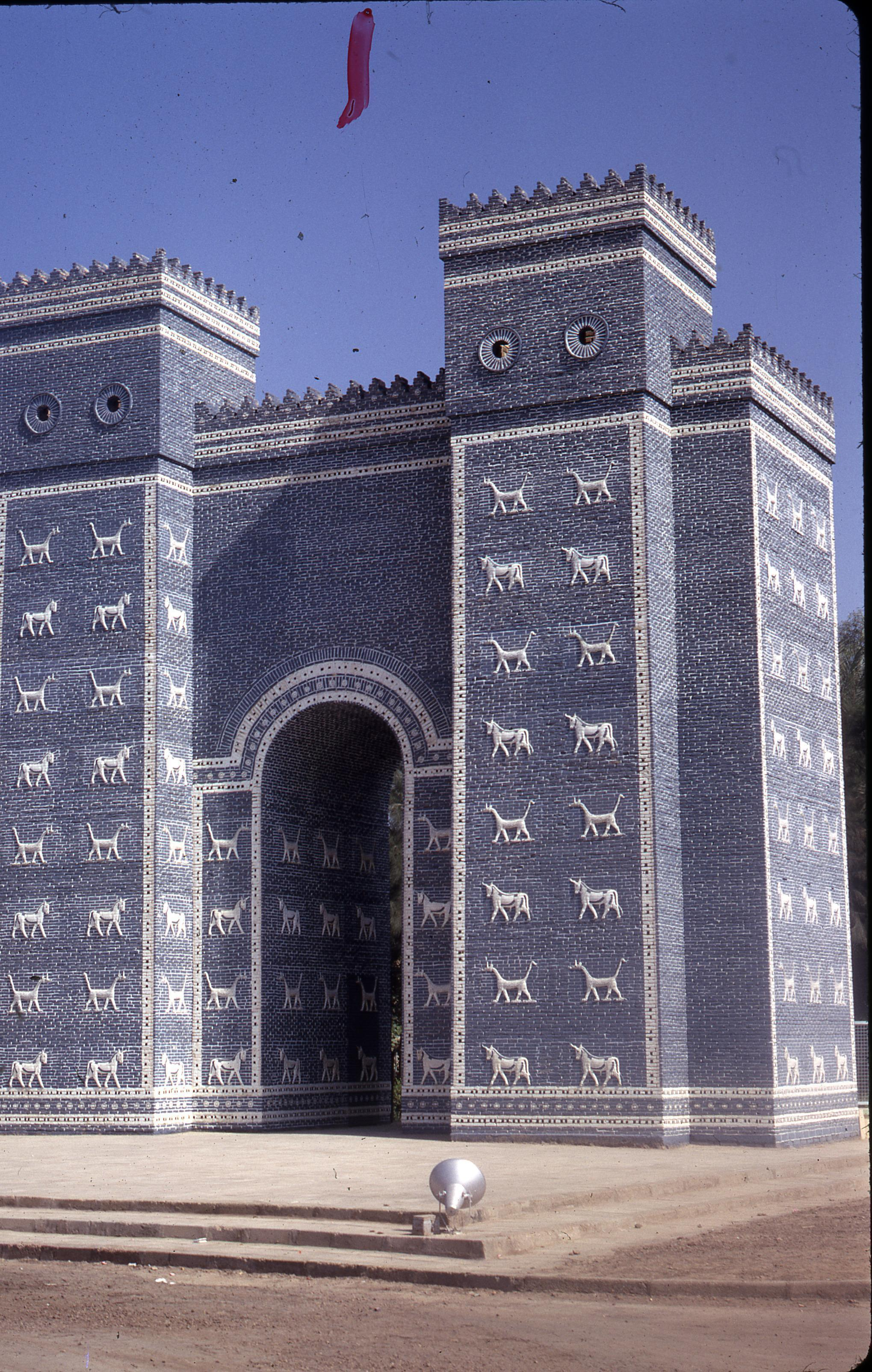
Reconstitution de la Porte d'Ishtar, Babylone, Irak

Les villes sont protégées par des murailles extérieures, parfois dépassées par l'urbanisme, et nécessitant donc la construction d'une seconde enceinte, comme dans les grandes capitales du Ier millénaire, Assur, Ninive ou Babylone. Les enceintes sont percées par plusieurs portes, qui peuvent parfois être de grande taille, comme celles de Ninive et Babylone construites dans la première moitié du Ier millénaire, dont on a identifié la localisation et le nom (souvent théophore).
L'alimentation en eau des cités se fait soit directement au fleuve naturel, ou bien par des canaux dérivés, venant parfois de loin, comme le canal construit par Sennacherib pour Ninive, qui a même nécessité l'érection d'un aqueduc. Ces cours d'eau servaient évidemment de voies fluviales. On a également trouvé un type de bassin de décantation le long de la muraille de Chogha Zanbil en Élam, type de construction dont on trouve peut-être l'écho dans les archives de Mari. Quant aux eaux usées, elles pouvaient être évacuées dans des systèmes d’égouts, attestés dans des formes primitives à Chogha Mish en Iran, et plus tard à Habuba Kabira en Syrie au IVe millénaire, et aussi à Eshnunna.
Les textes distinguent divers types de rues (akkadien sūqu) en fonction de leur taille, des "ruelles", aux plus grandes voies. Elles sont généralement irrégulières, du fait de l'évolution de l'urbanisme au cours du temps. On peut trouver des plans plus réguliers, dans des villes nouvelles comme Harradum, ou lors du réaménagement d'anciennes villes, comme Ninive où Sennacherib fait élargir les rues pour faire de grandes avenues. Les axes les plus importants sont les voies processionnelles, présentes dans les grandes villes. On trouve généralement un réseau hiérarchisé, qui va de grands axes joignant de plus petites artères, ruelles et impasses. Les rues sont en terre battue, sauf exception (les voies processionnelles de Babylone et Ninive sont dallées). On trouve parfois des noms pour les principales rues des grandes cités, comme à Babylone, souvent d'inspiration religieuse.
Ces rues délimitent des quartiers d'habitations, en distinguant des îlots (les canaux pouvaient aussi jouer ce rôle). Ils portent parfois des noms, comme c'est attesté à Babylone. Certains pouvaient être spécialisés dans un type d'activité artisanale spécifique. Le quartier commercial se trouve quant à lui généralement le long du fleuve, dans le karū, avec un port, parfois constitué d'un bassin aménagé comme c'était sans doute le cas à Ur (qui comportait deux ports). L'étude d'une ville de taille moyenne comme Mashkan-shapir a bien révélé la division fonctionnelle de l'espace entre quartier religieux, administratif et diverses zones dédiées à des activités artisanales (métallurgie, travail de la pierre, poterie). Il n'y avait en revanche pas de distinction sociale entre les quartiers ; les demeures les plus grandes pouvaient côtoyer les plus petites.

## L'habitat urbain

Le « no1 Old Street », résidence fouillée à Ur (quartier AH),. Fonctions possibles des salles : 1. vestibules ; 2. espace central ; 3. couloir menant à un escalier permettant d'accéder à l'étage ; 4. pièce d'eau ; 5. salle de réception ; 6. chapelle.

Les résidences urbaines mésopotamiennes ont des tailles très variables. Les plus vastes sont de véritables palais en miniature, pouvant parfois atteindre jusqu'à 1 000 m². La taille moyenne tourne entre 100 et 200 m², mais il pouvait y avoir des demeures de taille plus réduite.
Les habitations les plus aisées étaient organisées autour d'un espace central, qui pouvait être une cour. On a longtemps considéré qu'elle était à ciel ouvert, mais on tend de plus en plus à nuancer ce présupposé. Depuis la rue, on accédait à cet espace central par un vestibule, et le reste de la résidence s'organisait tout autour, vers un nombre plus ou moins grand de salles. L'espace central est donc au cœur de la vie domestique. Il ne s'agit pas forcément d'un lieu de travail, même s'il semble que les activités de gestion de la maisonnée s'y effectuaient souvent (on y trouve souvent des tablettes, des sceaux).
Toutes les habitations n'avaient cependant pas d'espace central, tant s'en faut. Parfois le vestibule peut donner directement sur une salle centrale, alors que dans d'autres cas on est en présence d'un simple enchaînement de salles. 
L'identification des pièces par l'archéologie n'est pas aisée. Les maisons à espace central comportaient souvent une ou deux salles de réception, une seule pour les maisons à salle centrale, sans doute autant dans les maisons les plus simples. Chaque maison comportait une salle de cuisine, et des magasins (pour un usage domestique et parfois professionnel). Il y avait des latrines, et parfois des salles d'eau. Les maisons devaient comporter souvent un étage, repérable dans les fouilles par les débuts des escaliers. L'étage servait plutôt à la sphère privée ; on y trouvait la ou les salle(s) à coucher. Cela permet une division de l'espace entre la sphère privée réservée aux femmes et aux enfants en bas âge, et la sphère publique pour les hommes, et aussi les esclaves domestiques, au rez-de-chaussée, espace de travail.
Certaines familles enterraient leurs morts sous leur habitation. Ceci impliquait que la résidence reste dans la famille, et elle était généralement transmise à l'aîné, chargé du culte des morts. Néanmoins la plupart des morts des cités devaient être enterrés dans des nécropoles.
Les maisons faisaient l'objet de transactions, ou de transmissions lors des héritages. Elles pouvaient parfois être divisées, par l'érection de nouveaux murs. La construction de nouvelles demeures était complexe dans les villes anciennes, où l'espace venait à manquer. Les résidences pouvaient déborder sur les rues, ce qui explique l'irrégularité de ces dernières, sauf les axes les plus importants qui étaient laissés libres. Dans les villes nouvelles, l'habitat était planifié et donc plus simple à mettre en œuvre, même si cela ne durait qu'un temps, si la ville perdurait.

## Liste des principales villes mésopotamiennes
- Haute Mésopotamie
  - Mari
  - Nagar
  - Terqa
  - Tell Leilan
  - Tell Rimah
  - Dur-Katlimmu
  - Til Barsip
  - Harran
  - Ekallatum
  - Arrapha
  - Nuzi
  - Shusharra

- - Assyrie
    - Assur
    - Ninive
    - Kalkhu
    - Dur-Sharrukin
    - Arbélès (Erbil)
    - Imgur-Enlil

- Moyenne Mésopotamie
  - Eshnunna
  - Shaduppum
  - Khafadje
  - Hit

- Basse Mésopotamie
  - Sumer
    - Uruk
    - Ur
    - Eridu
    - Lagash
    - Girsu
    - Nippur
    - Umma
    - Shuruppak
    - Larsa
    - Isin
    - Adab
    - Puzrish-Dagan

- - Akkad
    - Akkad
    - Kish
    - Abu Salabikh
    - Akshak
    - Mashkan-shapir

- - Babylonie
    - Babylone
    - Sippar
    - Borsippa

### Généralités sur la civilisation mésopotamienne
- Francis Joannès (dir.), Dictionnaire de la civilisation mésopotamienne, Paris, Robert Laffont, coll. « Bouquins », 2001
- Jean-Claude Margueron, Les Mésopotamiens, Paris, Picard, 2003, 447 p. (ISBN 2-7084-0693-0)
- Pierre Bordreuil, Françoise Briquel-Chatonnet et Cécile Michel (dir.), Les débuts de l'histoire : Le Proche-Orient, de l’invention de l’écriture à la naissance du monothéisme, Paris, Éditions de la Martinière, 2008

### Archéologie de la Mésopotamie
- (en) Roger Matthews, The Archaeology of Mesopotamia : Theories and Approaches, Routledge, coll. « Approaching the Ancient World », mars 2003
- Jean-Louis Huot, Une archéologie des peuples du Proche-Orient, 2 t., Paris, Errances, 2004
- (en) Daniel T. Potts (dir.), A Companion to the Archaeology of the Ancient Near East, Malden et Oxford, Blackwell Publishers, coll. « Blackwell companions to the ancient world », 2012

### Articles introductifs
- (en) Elizabeth C. Stone, « The Development of Cities in Ancient Mesopotamia », dans Jack M. Sasson (dir.), Civilizations of the Ancient Near East, New York, 1995, p. 235-248
- (en) Heather D. Baker, « Urban Form in the First Millennium BC », dans Gwendolyn Leick (dir.), The Babylonian World, New York, 2007, p. 66-77
- (en) Augusta McMahon, « Mesopotamia », dans Peter Clark (dir.), The Oxford Handbook of Cities in World History, Oxford, 2013, p. 31-48
- (en) Mario Liverani, « Stadt (city) », dans Reallexicon der Assyriologie und Vorderasiatischen Archäologie, vol. XIII, Berlin, De Gruyter, 2011-2013, p. 50-74
- (en) Mario Liverani, « Cities and villages », dans Laura Culbertson et Gonzalo Rubio (dir.), Society and the Individual in Ancient Mesopotamia, Boston et Berlin, De Gruyter, 2024, p. 3-35

### Études sur les villes mésopotamiennes
- Jean-Louis Huot, Jean-Paul Thalmann et Dominique Valbelle, Naissance des cités, Paris, Nathan, coll. « Origines », 1990
- (en) Marc Van de Mieroop, The Ancient Mesopotamian City, Oxford, Oxford University Press, 1997
- Maisons urbaines au Proche-Orient ancien : Construire, vivre et mourir dans la maison, Dijon, coll. « Les dossiers d'archéologie n° 332 », mars-avril 2009
- Jean-Claude Margueron, Cités invisibles : La naissance de l'urbanisme au Proche-Orient ancien, Paris, Geuthner, 2013
- (en) Geoff Embeling, « Mesopotamian Cities and Urban Process, 3500-1600 BCE », dans Norman Yoffee (dir.), The Cambridge World History : Volume III: Early Cities in Comparative Perspective, 4000 BCE–1200 CE, Cambridge, 2015, p. 253-278
- (en) John M. Russell, « Assyrian Cities and Architecture », dans Eckart Frahm (dir.), A Companion to Assyria, Malden, Wiley-Blackwell, 2017, p. 423-452
- (en) Augusta McMahon, « Early Urbanism in Northern Mesopotamia. », Journal of Archaeological Research, vol. 28,‎ 2020, p. 289-337
- (en) Heather D. Baker, « The Later Phases of Southern Mesopotamian Urbanism: Babylonia in the Second and First Millennium BC », Journal of Archaeological Research, vol. 31,‎ 2023, p. 147-207